# Almost Married (film 1923)
Almost Married è un cortometraggio muto del 1923 diretto, interpretato e prodotto da Eddie Lyons.

## Produzione
Il film fu prodotto dalla Eddie Lyons Comedies.

## Distribuzione
Distribuito dall'Arrow Film Corporation, il film - un cortometraggio di due bobine - uscì nelle sale cinematografiche USA il 16 ottobre 1923.